# Île du Sud (rugby à XV)
L'équipe de l'île du Sud, est une sélection domestique de rugby à XV néo-zélandaise qui a vocation à jouer une rencontre anuelle (en) face à l'île du Nord.

## Historique
Cette sélection a joué tous ses matchs dans le cadre de la rencontre Nord-Sud (en) prenant place régulièrement depuis 1897, de manière quasi-annuelle jusqu'aux années 80, avant de ne refaire surface que ponctuellement, notamment au XXIe siècle en 2012 puis 2020.

## Composition
Regroupant en théorie les meilleurs joueurs des Crusaders et des Highlanders, ce sont néanmoins les allégeances aux équipes provinciales, évoluant en Mitre 10 Cup, avec lesquelles le joueur a débuté — d'Otago à Canterbury — qui déterminent l'appartenance à l'équipe de l'Île du Sud.

### Effectif en 2020
Le groupe pour l'édition 2020 est nommé le 18 août 2020 :
| Piliers - George Bower - Alex Hodgman - Nepo Laulala - Daniel Lienert-Brown - Tyrel Lomax - Joe Moody Talonneurs - Liam Coltman - Andrew Makalio - Codie Taylor Deuxièmes lignes - Mitchell Dunshea - Manaaki Selby-Rickit - Sam Whitelock | Troisièmes lignes - Tom Christie - Shannon Frizell - Dillon Hunt - Reed Prinsep - Tom Sanders Demis de mêlée - Finlay Christie - Mitchell Drummond - Brad Weber Premiers cinq huitièmes - Josh Ioane - Richie Mo'unga | Centres - Braydon Ennor - Jack Goodhue - Leicester Fainga'anuku - Sio Tomkinson Arrières - Jordie Barrett - George Bridge - Will Jordan |
| | | |
| (Les noms en gras désignent des joueurs capés avec leur sélection nationale) | | |